# (4782) Gembloux
(4782) Gembloux ist ein Asteroid des Hauptgürtels, der am 14. Oktober 1980 von den belgischen
Astronomen Léo Houziaux und Henri Debehogne am Observatoire de Haute-Provence (IAU-Code 511) auf einem Hochplateau im Südosten Frankreichs entdeckt wurde.
Der Asteroid ist Mitglied der Koronis-Familie, einer Gruppe von Asteroiden, die nach (158) Koronis benannt ist.
Er wurde nach der belgischen Industriestadt Gembloux in der Provinz Namur benannt, deren Belfried im Jahr 2005 in die Liste des UNESCO-Welterbes aufgenommen wurde.